# Хопкинс, Майк
Майк Хопкинс (англ. Mike Hopkins; 12 августа 1959 — 30 декабря 2012) — новозеландский звукорежиссёр. Хопкинс и американец Итан Ван дер Рин разделили награду Американской академии киноискусства за лучший звуковой монтаж фильмов «Властелин Колец: Две Крепости» и «Кинг-Конг». Они также были номинированы на эту премию за работу над фильмом «Трансформеры».

## Смерть
Хопкинс участвовал в походе на надувных плотах по одной из рек в лесном парке Тараруа. Из-за сильных дождей уровень воды в реке значительно вырос, и звукорежиссёра сбило с плота волной от внезапно сошедшего потока воды. Его тело было найдено несколькими часами позже в реке. Два других участника похода, среди которых была и жена Хопкинса, не пострадали.